# Chū Kudō

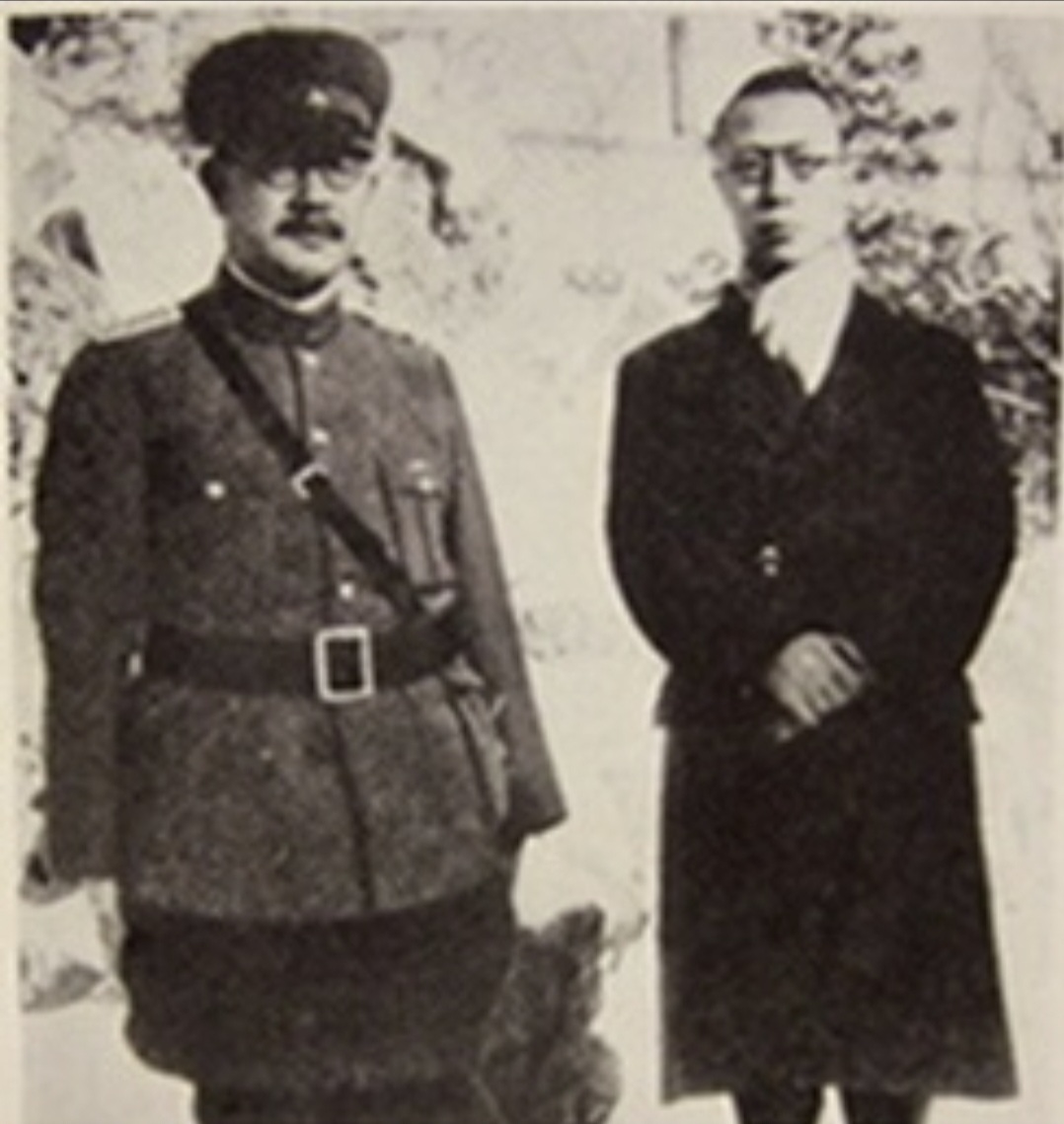
Kudō junto al emperador Puyi.

Chū Kudō (工藤忠 Kudō Chū?,  10 de diciembre de 1882 - 18 de diciembre de 1965), cuyo verdadero nombre era Tetsusaburō Kudō (工藤鉄三郎 Kudō Tetsusaburō?), fue un aventurero japonés, político de Manchukuo y Teniente General del Ejército Imperial de Manchukuo.

## Biografía
Nació en Itayanagi, Aomori como el tercer hijo del adinerado granjero Bun'emon Obata. Tenía interés en los asuntos continentales, así que tras graduarse en el colegio Kinjō Gakuen, partió de Japón. A mediados de 1903 se incorporó a movimientos revolucionarios en China. A pesar de no tener ningún rango militar oficial, a través de ciertos contactos ingresó al Ejército Imperial de Manchukuo como Teniente General en 1932 y sirvió como chamberlán y ayudante de campo al emperador de Manchukuo, Puyi. Sintiendo que un nombre chino sería más apropiado para trabajar en China, consultó con el Emperador y recibió el nombre Chū (忠?).
Como oficial militar de alto nivel, Kudō siempre acompañaba a Puyi y le ofrecía asesoría. Mientras Puyi tenía el título de emperador, era un mero títere del Ejército Guandong de los japoneses. Sin embargo, el Emperador tenía mucha confianza en Kudō y en sus memorias escribió: "Siempre hablaba de mi lado. Incluso una vez me expresó su descontento secreto con el Ejército Guandong. En una ocasión, cuando el color de mi té se veía extraño, yo estaba a punto de hacerlo catar temiendo que alguien lo había envenenado. Kudō tomó la copa y la bebió toda de una. Después de convertirme en emperador, era el único japonés que me llamaba 'Su Majestad el Emperador' y cuando estaba molesto con el tiránico Ejército Guandong, me dijo que creía que yo podía restaurar el nombre de la dinastía Qing. La lealtad que mostraba era comparable con la de los siervos más leales, así que le di el nombre "Chū" (Leal) y lo traté como familia. Lloró con mucha emoción, y juró siempre ser leal hasta la muerte".